# Sukkur (Distrikt)

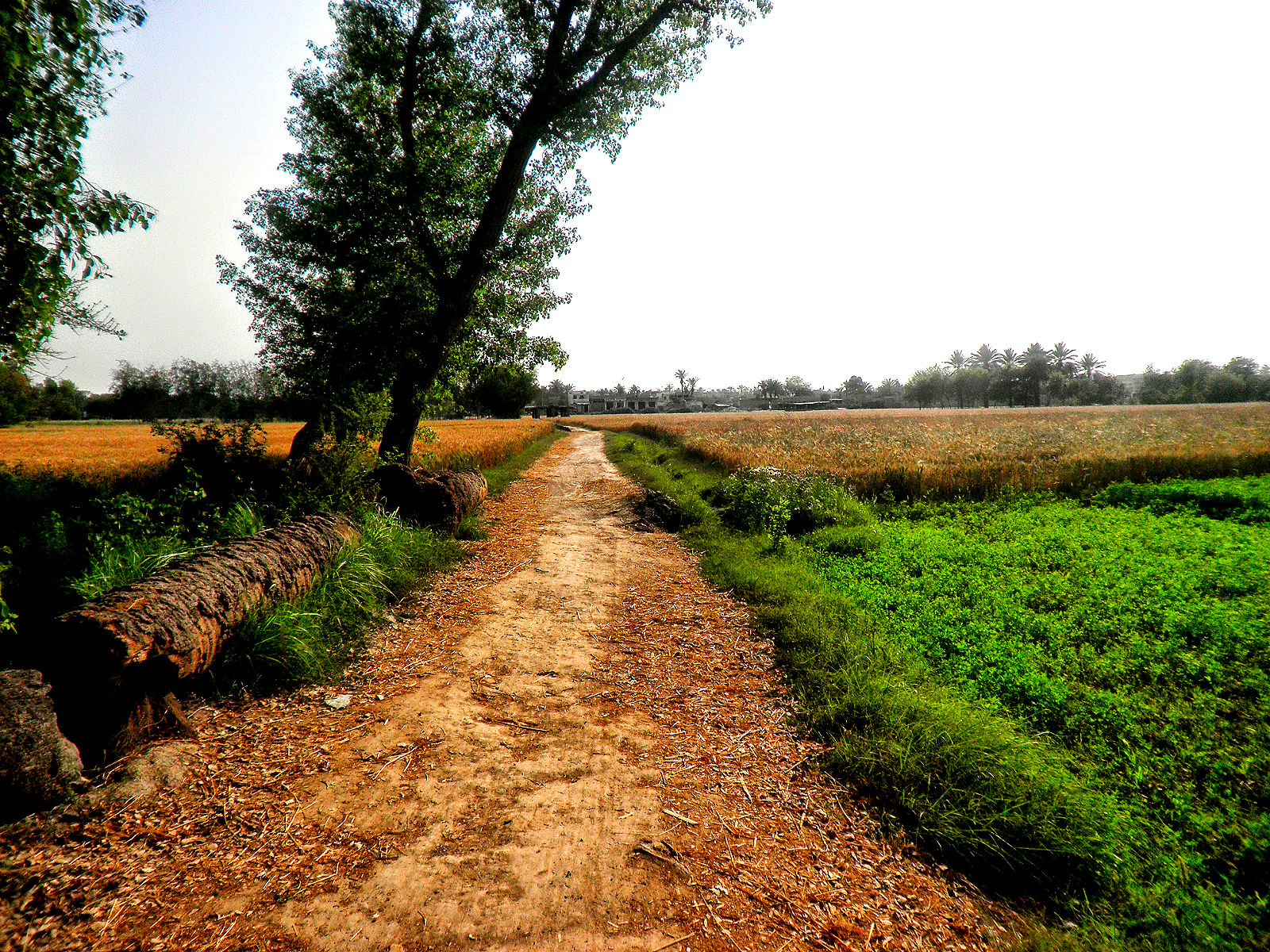
Landschaft

Der Distrikt Sukkur ist ein Verwaltungsdistrikt in Pakistan in der Provinz Sindh. Sitz der Distriktverwaltung ist die gleichnamige Stadt Sukkur.
Der Distrikt hat eine Fläche von 5165 km² und nach der Volkszählung von 2017 1.487.903 Einwohner. Die Bevölkerungsdichte beträgt 288 Einwohner/km². Im Distrikt wird zur Mehrheit die Sprache Sindhi gesprochen.

## Geografie
Der Distrikt Sukkur liegt im nördlichen Teil von Sindh und grenzt im Osten an Indien.

## Verwaltungsgliederung
Der Distrikt ist administrativ in vier Tehsil unterteilt:
- Sukkur
- Rohri
- Saleh Pat
- Pano Aqil

## Demografie
Zwischen 1998 und 2017 wuchs die Bevölkerung um jährlich 2,49 %. Von der Bevölkerung leben ca. 48 % in städtischen Regionen und ca. 52 % in ländlichen Regionen. In 263.042 Haushalten leben 776.259 Männer, 711.587 Frauen und 57 Transgender, woraus sich ein Geschlechterverhältnis von 109,1 Männer pro 100 Frauen ergibt und damit einen für Pakistan häufigen Männerüberschuss. Die Alphabetisierungsrate in den Jahren 2014/15 bei der Bevölkerung über 10 Jahren liegt bei 60 % (Frauen: 42 %, Männer: 76 %) und entspricht damit dem Durchschnitt der Provinz Sindh von 60 %.
| Jahr | Einwohnerzahl |
| ---- | ------------- |
| 1972 | 460.649       |
| 1981 | 575.962       |
| 1998 | 931.387       |
| 2017 | 1.487.903     |